# 广利河
广利河，位于中国山东省北部，为支脉河左岸支流，原为自然河沟，经人工疏导，现已成为东营市重要的防洪排涝河道。今广利河北起垦利县黄河南岸王营闸，东南流经东营市东营区，至东营区与广饶县交界入支脉河。全长42公里，流域面积510平方公里，河道比降1/6000～1/8000。